# كينت دوسن
كينت دوسن (بالإنجليزية: Kent Dawson)‏ هو محامي وقاضي أمريكي، ولد في 13 يونيو 1944 في أوغدن في الولايات المتحدة.